# 樺太の戦い (1905年)
樺太作戦（からふとさくせん）は、日露戦争最後の戦い。アメリカ合衆国大統領の講和勧告後、日本は講和談判を有利に進めるためにロシア領の樺太に侵攻し占領した。

## 背景
樺太占領は、参謀次長長岡外史の次長就任以前からの持論だった。しかし、1904年（明治37年）9月8日には、長岡が立案した樺太攻略案は不裁可となった。1905年（明治38年）3月22日に大本営で樺太遠征準備の会議が開かれたときも、海軍などの反対で実現には至らなかった。
日露戦争を最後まで戦い抜く国力がない日本は、ロシアとの講和を模索した。5月27日の日本海海戦勝利後の5月31日、外務大臣小村寿太郎は駐米公使高平小五郎に訓令を発し、米大統領セオドア・ルーズベルトに、日露講和につき友誼的斡旋を希望する旨を申し入れるように命じた。6月1日、高平は大統領にこの訓令を伝えた。6月6日、米国は日露双方に対して「日露両国のみならず文明世界全体の利益のため、講和会議の開始を切望する」との内容のルーズベルト公文書を渡した。6月7日、ロシア皇帝ニコライ2世はルーズベルトの停戦勧告を受け入れるとの返事があった。ロシア皇帝の意向は、日本軍により樺太が占領される以前に講和を実現したいとのことであった。
日本の首脳部では樺太占領は消極的だったため、長岡外史参謀次長は満洲軍総参謀長の児玉源太郎陸軍大将に協力を依頼、1905年6月14日、児玉より、講和談判を有利に進めるために、樺太占領を勧めるとの内容の電報があった。6月15日に至って、樺太作戦の件が政府・統帥部の協議で決定し、6月17日に明治天皇の裁可が下り、新設の独立第13師団に出動命令が下された。
一方、樺太ではサハリン島漁業組合の高井義喜らがコルサコフ長官ケルバおよび陸軍駐屯ヨシフ・アルチシェフスキー大佐を訪問して在留邦人の安全と保護の約束を得ていた。ケルバ長官は高井に特別優待許可証を授けて便宜を図り、在留邦人の引き上げの際には個人的に食糧を用意し涙ながらに邦人との別れを惜しんだ。樺太での日ロ両国民の関係は良好だったが政府は配慮しなかった。

## 経緯
2個旅団編成の樺太遠征軍は、日本海海戦後新編制された連合艦隊の第3・第4艦隊からなる北遣艦隊に護送され、7月7日、樺太南部の亜庭湾岸に侵攻（後の大泊郡深海村女麗-メレイに上陸）した。当時、南樺太のロシア軍の兵員は、1,200名程度と少なかったため、遊撃戦への転換を図り、5つのパルチザン部隊が編成された。日本軍は優勢な戦力を背景に、8日にはコルサコフ（日本名:大泊）を占領、10日にはウラジミロフカ（日本名:豊原市-北豊原駅付近･現在のロシア名：ユジノサハリンスク）を占領した。12日には、ウラジミロフカ西方のダリネエ村（日本名:豊原市西久保）付近の林で、日本軍はロシア軍主力を撃破し、捕虜200人を得た。日本軍は19人が戦死し、58人が負傷した。16日にはコルサコフ方面司令官アルチシェフスキー大佐も降伏した。しかし、ロシア人パルチザン部隊はその後も1ヶ月以上にわたって抵抗を続けた。
7月24日、日本軍は北樺太アレクサンドロフ（日本名:落石-オッチシ）附近に上陸した。北樺太にはロシア軍長官ミハイル・ニコラエヴィチ・リャプノフ中将以下5,000名を越える兵士がいたが、ロシア軍はわずかに抵抗を示しつつも、島の深奥部へ退却したため、日本軍はその日の夕方にはアレクサンドロフを占領した。7月29日には明治天皇より片岡七郎北遣艦隊司令長官に樺太上陸を完遂し占領の基礎をなしたこと称える勅語が賜られた。ロシア軍長官リャプノフ中将は降伏勧告を受けて、7月31日に降伏した。

## その後
樺太占領後の8月10日から開始された日露講和会議（ポーツマス条約）の結果、樺太を東西に横切る北緯50度線以北はロシアに返還されたが、以南は正式に割譲させ日本領となった。